# 松平頼真
松平 頼真（まつだいら よりざね）は、江戸時代中期の大名。讃岐高松藩の第6代藩主。官位は従四位下・讃岐守、左近衛権中将。

## 生涯
寛保3年（1743年）1月23日、第5代藩主・松平頼恭の長男として誕生した。明和8年（1771年）に父が死去したため家督を継いだ。安永元年（1772年）12月に従四位下・左近衛権中将に叙位・任官した。
風水害や高松の大火などの災害にたびたび悩まされ、困窮した領民からの租税を免除して救済に努めている。しかし父の時代に行なわれた改革の影響もあって、次第に藩財政は好転し、安永5年（1776年）6月には藩士の知行を元に戻すなどしている。安永8年（1779年）に藩校・講道館を創設し、初代総裁として後藤芝山を招聘した。
安永9年（1780年）3月5日、江戸で死去した。享年38。実子の雄丸（のちの頼儀）は6歳という幼少のため、跡を異母弟で養子の頼起が継いだ。

## 系譜
- 父：松平頼恭（1711年 - 1771年）
- 母：八代姫（1720年 - 1778年） - 花姫、清操院、細川宣紀の七女
- 正室：薫姫 - 徳川宗直の十女
  - 長女：美代
- 側室：深谷氏
  - 次女：勝 - 酒井忠進婚約者
- 側室：中山氏
  - 長男：松平頼儀（1775年 - 1829年）
- 側室：永石氏
  - 次男：友三郎
- 養子
  - 男子：松平頼起（1747年 - 1792年） - 松平頼恭の四男